# New Arrival
New Arrival, czwarty album szwedzkiego zespołu A*Teens, płyta została wydana 28 stycznia 2003 roku. Zawierała 7 kompozycji z Pop 'Til You Drop! i 7 nowych piosenek z czego jedną była znana już wcześniej piosenka Heartbreak Lullaby (2001) w wersji ballady.

## Lista utworów
1. Floorfiller 3:13
2. Have a little faith in me 3:01
3. Shame shame shame 2:52
4. Let your heart do all the talking 3:24
5. A perfect match 3:00
6. The letter 2:55
7. Cross my heart 3:35
8. In the blink of an eye 3:30
9. School`s out 3:02
10. Closer to perfection 3:10
11. Shangri-la 3:14
12. One night in Bangkok 3:31
13. Can`t help falling in love 3:05
14. Heartbreak lullaby 4:08

## Single
1. Floorfiller
2. A perfect match
3. Let your heart do all the talking